# Jacobus Sylvius
Jacobus Sylvius, forma latinizzata di Jacques Dubois (Lœuilly, 1478 – Parigi, 13 gennaio 1555), è stato un anatomista e medico francese. Fu uno dei principali maestri di Vesalio.

## La vita
Poco si conosce delle origini di questo anatomista. Nacque nel 1478 probabilmente a Lœuilly, piccolo centro vicino ad Amiens.
In giovane età studiò lingue e matematica a Parigi. Qui si distinse in particolare per l'ottima conoscenza delle lingue ebraica, greca e latina.

### In linguam gallicam isagōge
Sylvius fu l'autore della prima grammatica francese a essere pubblicata in Francia. Il titolo dell'opera era: In linguam gallicam isagōge, una cum eiusdem Grammatica latino-gallica, ex hebræis, græcis et latinis authoribus. Questa fu pubblicata a Parigi nel 1531, meno di un anno dopo la pubblicazione della primissima grammatica francese, scritta da John Palsgrave, stampata a Londra.

### Dalla filologia alla medicina
Egli era conosciuto per la sua operosità, per la sua eloquenza ma anche per la sua avidità. Fu, infatti, il desiderio di denaro che lo spinse ad abbandonare la filologia per la medicina. Acquisì le sue conoscenze anatomiche grazie a Jean Tegault, famoso medico parigino dell'epoca.
Mentre studiava sotto Tegault, cominciò la sua carriera da professore, insegnando anatomia al Collège de Tréguier con un corso esplicativo dei lavori di Ippocrate e Galeno. Il successo delle sue lezioni fu tale che la Facoltà dell'Università di Parigi protestò per il fatto che non avesse ancora conseguito una laurea. Per questo motivo Sylvius si recò a Montpellier, dove, nel novembre del 1529, conseguì la laurea in medicina, all'età di 51 anni, e l'anno successivo conseguì anche un dottorato. Ottenuta la laurea tornò a Parigi, ma fu nuovamente bloccato dalla Facoltà, la quale decretò che l'anatomista avrebbe dovuto conseguire una laurea in medicina anche nel locale ateneo, prima di riprendere le sue lezioni. Il 28 giugno 1531 Sylvius ottenne la laurea e poté riprendere il suo corso di anatomia.
Nel 1550 succedette, per volere di Enrico II di Valois, a Vidus Vidius, nella carica di docente di chirurgia del nuovo Collège de France, assistito da Fréderic Bouquin, in seguito a numerose pubblicazioni ben note in quel secolo.
Morì il 13 gennaio 1555.

## Sylvius anatomista
Sylvius non fu soltanto un professore eloquente, ma anche un insegnante dimostrativo. Fu il primo professore a insegnare anatomia da un cadavere umano, in Francia.

### Mitizzazione degli autori antichi
Suo grande difetto era la cieca reverenza nei confronti degli autori antichi. Considerava sacri gli scritti di Galeno; se un cadavere presentava strutture diverse da quelle descritte da Galeno, l'errore non era nei testi, ma nel cadavere, oppure la struttura del corpo umano era cambiata nel corso dei secoli. In una delle sue opere, Ordo et Ordinis Ratio in Legendis Hippocratis et Galeni Libris, Sylvius afferma che l'anatomia di Galeno era infallibile, che il suo trattato De Usu Partium era divino e che ulteriori progressi nell'ambito dell'anatomia sarebbero stati impossibili.

### Contributi all'anatomia
Nonostante la sua chiusura mentale, Sylvius rese un valido servizio dando un nome ai muscoli, che fino a quel momento erano indicati semplicemente da numeri, i quali, inoltre, erano assegnati arbitrariamente da parte dei diversi autori.
Fu il primo anatomista a pubblicare descrizioni soddisfacenti del processo pterigoideo e di quello clinoideo dell'osso sfenoide e dell'osso lacrimale. Diede una buona descrizione del seno sfenoidale nell'adulto, ma ne negò l'esistenza nei bambini, com'era stato affermato da Gabriele Falloppio. Sylvius scrisse anche a proposito delle vertebre, ma descrisse in maniera errata lo sterno. Molto importanti furono le sue scoperte nell'ambito dell'anatomia del cervello, alcune delle quali presero da lui il nome (l'acquedotto di Silvio, la scissura di Silvio e l'arteria di Silvio).

## Modalità di svolgimento del corso
Il modo in cui Sylvius conduceva il suo corso è conosciuto grazie ai suoi stessi scritti, alla testimonianza di Moreau e a quella di Vesalio.
Il corso del 1535 cominciò con la lettura, fatta dallo stesso Sylvius, del De Usu Partium di Galeno. Una volta raggiunta la metà del primo libro, l'anatomista osservò che l'argomento era troppo difficile perché i suoi studenti lo potessero comprendere, e che non avrebbe più afflitto la sua classe con esso. Così saltò subito al quarto volume e lesse tutto fino al decimo libro; commentò una parte del decimo e, omettendo l'undicesimo, il dodicesimo e il tredicesimo, trattò il quattordicesimo libro e i tre rimanenti. In sostanza tralasciò tutto ciò che Galeno aveva scritto a proposito degli arti.
Un'altra opera di Galeno che Sylvius utilizzò nel suo corso fu il trattato anatomico-fisiologico De Musculorum Motu.
Non di rado il professore fallì nel tentativo di mostrare ai suoi studenti, attraverso la dissezione, alcune strutture anatomiche che aveva precedentemente trattato a lezione; in un'occasione gli studenti riuscirono a trovare le valvole polmonare e aortica, che Sylvius non era riuscito a trovare il giorno precedente.

## Aneddoti
Si dice che il suo carattere fosse pessimo. Uomo dall'indubbia erudizione, era, allo stesso tempo, avaro, rude e brutale.
Una sola volta i suoi amici lo avrebbero visto ridere; essi, stupiti, chiesero il motivo di tale felicità. Sylvius rispose che era felice perché aveva cacciato di casa le sue tre bestie: il suo mulo, il suo gatto e la sua cameriera.

### Controversie
Si dice che fosse violento e vendicativo in occasione di controversie, un esperto nell'uso del linguaggio aspro. Geloso della fama degli altri anatomisti, fu particolarmente irritato quando, negli ultimi anni della sua vita, fu contraddetto da Vesalio, che era stato un suo illustre studente. Sylvius arrivò ad affermare che Andrea Vesalio fosse un pazzo che avvelenava l'Europa con la sua empietà e annebbiava la conoscenza con le sue grossolane sviste.

### Avarizia
La sua avarizia lo avrebbe portato a sopportare i freddi inverni di Parigi senza neppure accendere un fuoco: quando il clima era rigido, per risparmiare sul combustibile, era solito praticare dell'esercizio fisico in casa.
Sebbene si pensasse che nel corso della sua vita avesse accumulato una gran quantità di ricchezze, solo una piccola parte di queste fu trovata dopo la sua morte, e le poche ricchezze ritrovate erano comunque ben nascoste in luoghi angusti e appartati della casa.
Nel 1616, quando la sua ultima residenza, in Rue Saint Jacques, fu demolita, fu ritrovato un vero e proprio tesoro.
La sua reputazione di avaro lo seguì anche dopo la morte, come testimonia il suo epitaffio: Sylvius hic situs est, gratis qui nil dedit unquàm, Mortuus et gratis quod legis ista dolet (qui giace Sylvius, colui che non diede mai niente per niente: da morto, egli ancora si addolora poiché tu leggi queste righe gratis).

## Opere

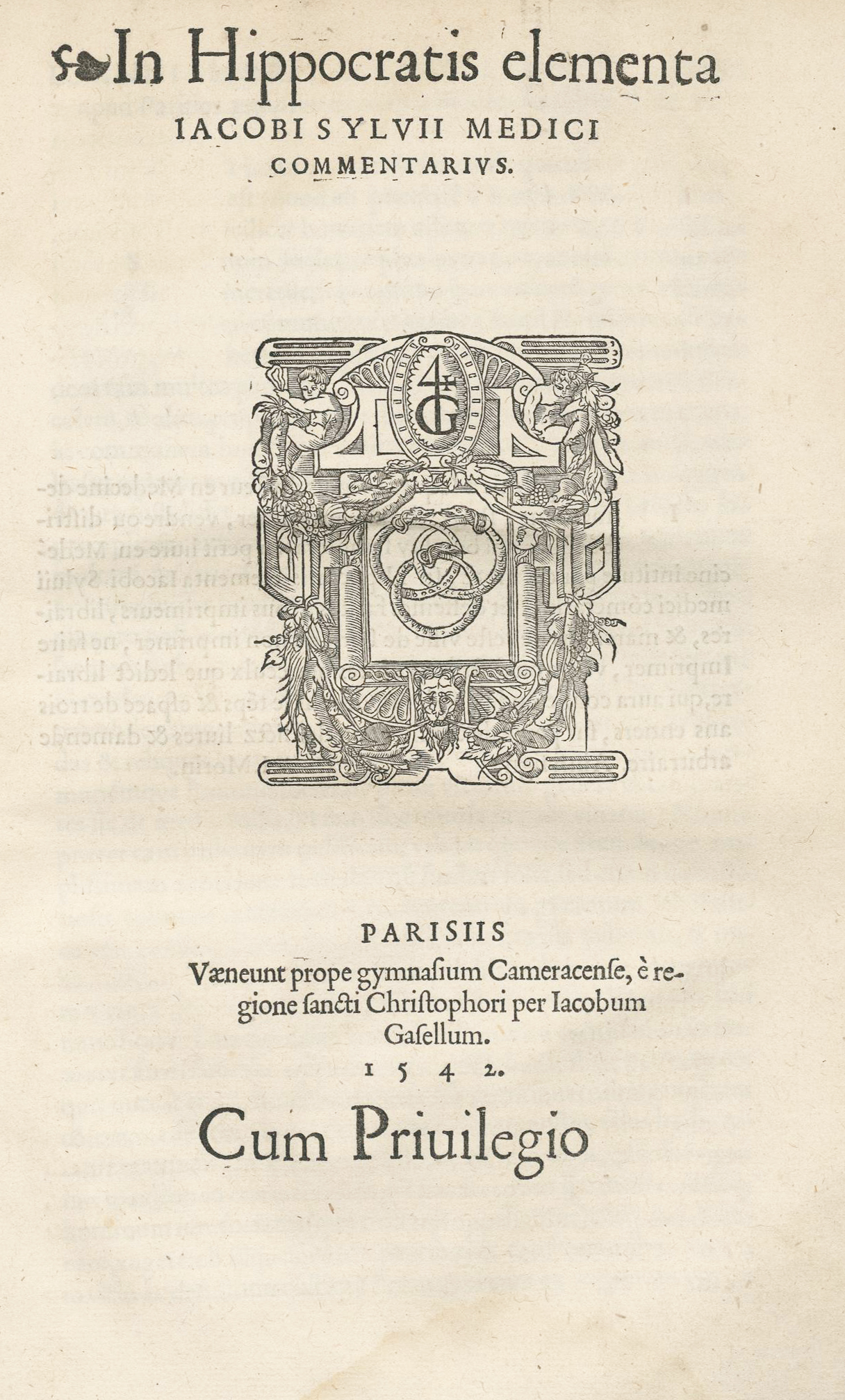
In Hippocratis elementa commentarius, 1542

- (LA) In Hippocratis elementa commentarius, Paris, Jacques Gazeau, 1542.
- (LA) Ordo et ordinis ratio in legendis Hippocratis et Galeni libris, Paris, Gilles Gourbin, 1561.